# Pimpla nigricolor
Pimpla nigricolor là một loài tò vò trong họ Ichneumonidae.